# Cuidaleche

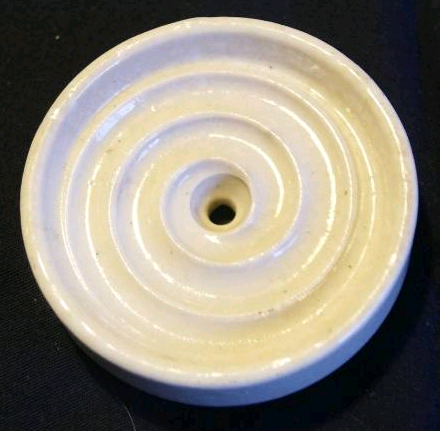
Cuidaleche de porcelana utilizado en Latinoamérica

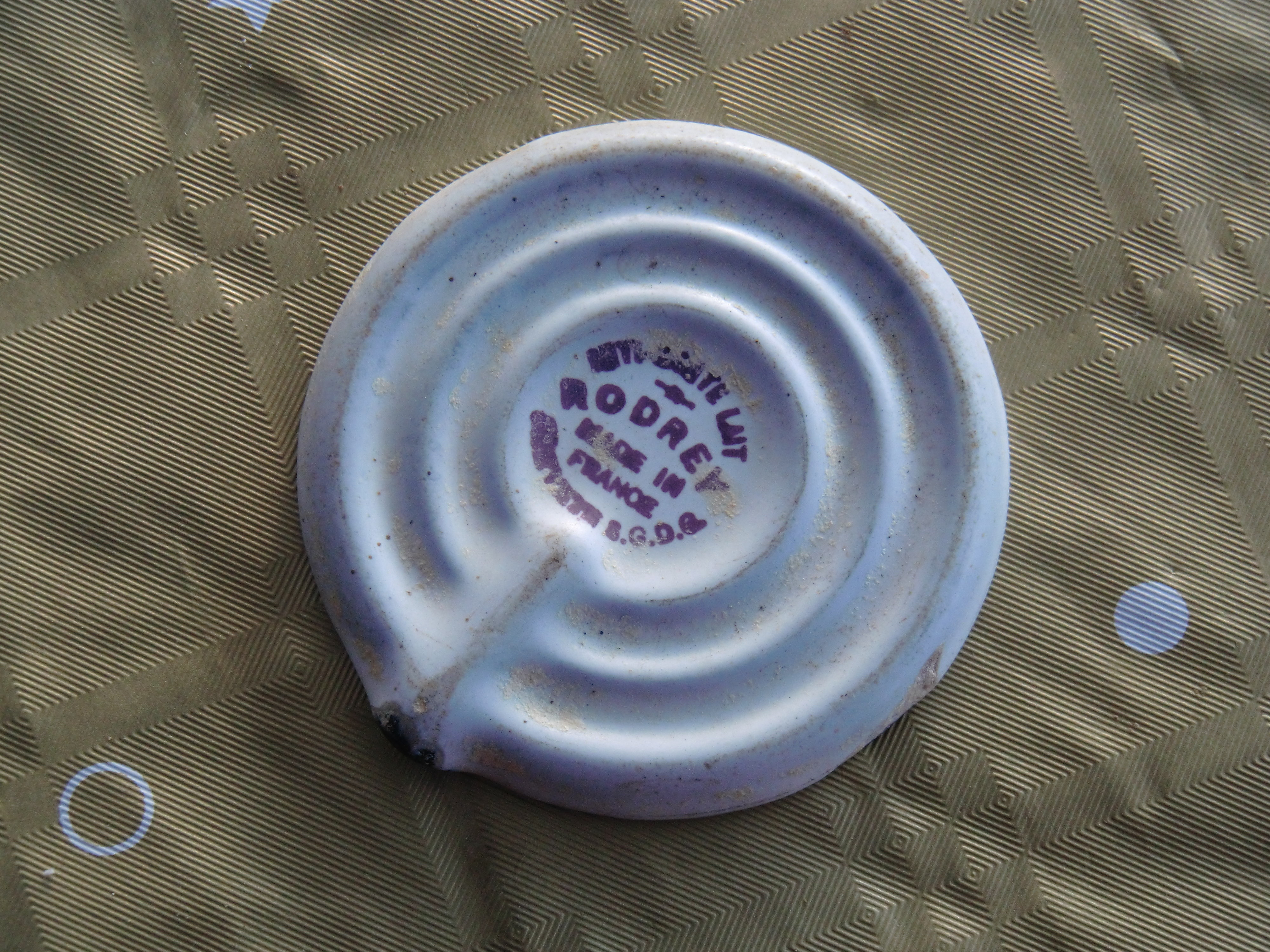
Antiguo modelo de sacaleche en porcelana, con una cara acanalada pero sin agujero central.

Un cuidaleche o anti sube leche es un utensilio de cocina que consiste en una placa de porcelana, cerámica enlozada o metal de unos 9 cm de diámetro generalmente con un agujero central, y una cara espiralada en bajorrelieve, que se coloca en el fondo de una olla donde se hierve leche para prevenir la aparición de espuma, volcado del líquido, o que se queme el mismo.
El utensilio no tiene el uso frecuente de antaño, ya que la leche que se consume comúnmente en las áreas urbanas se encuentra pasteurizada industrialmente y no requiere ser hervida en el hogar.

## Funcionamiento
Normalmente el agua hervida no rebalsa su recipiente. Tal percance puede ocurrir cuando en el líquido están presentes grasa, almidones y otras sustancias, formándose una película sobre el líquido en ebullición. La menor tensión superficial de la leche (producto de los lípidos que contiene) hace que el vapor atrapado bajo la película forme burbujas estables, que terminan empujándola sobre el borde el recipiente. El cuidaleche aglutina pequeñas burbujas hasta formar una más grande que puede perforar la película superior. Al mismo tiempo el hervor produce el temblor del utensilio, que al chocar con el recipiente produce ruidos que alertan sobre la ebullición. 
Por otro lado, el utensilio hace recircular el líquido dentro del recipiente, lo que ayuda a evitar que los sólidos en suspensión se depositen sobre el fondo y se quemen. Para algunas fuentes este es el único efecto del cuidaleche.

## Origen
Se cree que un modelo de cuidaleche fue inventado por el inglés Vincent Hartley en 1938, popularizándose rápidamente en otros países.